# Ichneumon subsolis
Ichneumon subsolis är en stekelart som beskrevs av Friedrich Wilhelm Hilpert 1992. Ichneumon subsolis ingår i släktet Ichneumon och familjen brokparasitsteklar. Inga underarter finns listade i Catalogue of Life.